# Valle di Fergana
La valle di Fergana o di Farghana (in uzbeco Фарғона водийси?, Farg‘ona vodiysi; in kirghiso Фергана өрөөнү?, Fergana öröönü; in tagico водии Фaрғонa?, vodiji Farƣona; in russo Ферганская долина?, Ferganskaja dolina; in persiano دشت فرغانه‎, Dasht-e Farghānẹ) è una regione della catena del Tian Shan in Asia centrale che si estende nell'Uzbekistan orientale, Kirghizistan meridionale e Tagikistan settentrionale, la più fertile e densamente popolata della regione.

## Storia

### Impero achemenide
Ai primi del 500 a.C., le parti occidentali della valle del Fergana appartenevano alla regione della Sogdiana, che era governata dall'impero achemenide al tempo di Dario il Grande. L'indipendente e guerriera Sogdiana formava una regione di confine stretta tra gli Achemenidi a sud e i nomadi Sciti a nord. L'assedio della Rocca di Ariamazes, una fortezza sogdiana, si concluse con la sua conquista nel 327 a.C. da parte di Alessandro Magno e, al termine di una vasta campagna militare che sottomise la resistenza dei Sogdiani e gettò le basi di una serie di avamposti militari affidati a veterani greci, Alessandro unì la Sogdiana con la Bactriana in un'unica satrapia.

### Insediamento ellenistico

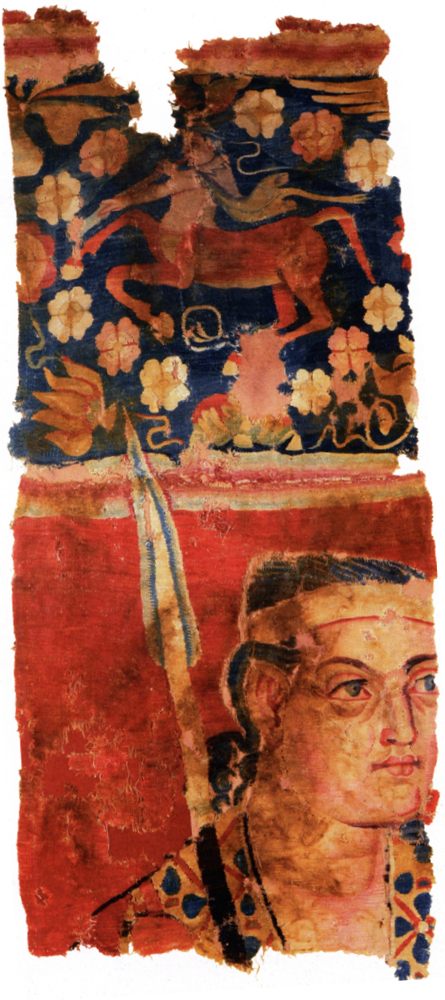
Probabile guerriero greco nell'arazzo di Sampul, manufatto di lana del III-II secolo a.C., da Sampul, Ürümqi Xinjiang.

Nel 329 a.C., Alessandro Magno fondò un insediamento greco con la città di Alexandria Eschate cioè "Estrema Alessandria", nel SO della Valle del Fergana, sul corso meridionale del fiume Syr Darya (antico Iassarte), dove oggi sorge la moderna Khujand, nello Stato del Tagikistan. Essa fu in seguito governata dai Seleucidi prima della secessione della Battriana.
Dopo il 250 a.C., la città rimase probabilmente in contatto con i Regni greco-battriani che avevano il loro centro in Battriana, specialmente quando il re greco-battriano Euthydemus estese il proprio controllo alla Sogdiana. Esistono indicazioni secondo cui da Alexandria Eschate i Greco-Battriani avrebbero condotto spedizioni fino alla lontana Kashgar e Ürümqi nel Turkestan cinese (Xinjiang), generando i primi contatti conosciuti tra la Cina e l'Occidente attorno al 220 a.C. Numerose statuette e rappresentazioni di guerrieri greci sono state rinvenute a nord di Tien Shan, la porta d'ingresso per la Cina, e sono oggi esposte nel Museo del Xinjiang a Ürümqi. Dei Greco-Battriani, lo storico greco Strabone scrive che:
L'area del Fergana, chiamata Dayuan dai Cinesi, rimase una parte integrante dei Regni greco-battriani fino a dopo Demetrio I di Battria (c. 120 a.C.), quando dovette affrontare le invasioni degli Yuezhi da est e dei Saci sciti da sud. Dopo il 155 a.C., gli Yuezhi furono sospinti nel Fergana dai loro vicini a nord e a est. Gli Yuezhi invasero la civiltà urbana del Dayuan in Fergana, insediandosi infine sul corso settentrionale dell'Oxus (Amu Darya), nella regione della Transoxiana, oggi Tagikistan e Uzbekistan, a nord dei Regni ellenistici greco-battriani.  La città greca di Alessandria sull'Oxus fu verosimilmente data interamente alle fiamme dagli Yuezhi verso il 145 a.C.  Spinti da queste due forze, i Regni greco-battriani si spostarono nei territori che oggi appartengono all'Afghanistan, mentre i nuovo invasori venivano in parte assimilati alla cultura ellenistica affermatasi nella Valle del Fergana.

### Interazione con la Cina
Secondo i Registri della Grande Storia della dinastia Han, altrimenti detti Shiji, basati sui viaggi di Zhang Qian e pubblicati attorno al 126 a.C., la regione del Fergana fu presentata come il Paese dei Dayuan (Ta-Yuan), probabilmente discendenti dei coloni greci (Dayuan potrebbe essere una translitterazione di "Grandi abitanti della Ionia"). L'area fu rinomata per i suoi cavalli pesanti che i Cinesi cercarono di ottenere dai Dayuan, con scarso successo, finché non scatenarono contro di essi la guerra nel 104 a.C.
I Dayuan furono identificati dai Cinesi come di strane fattezze, con una raffinata civiltà urbana, simile a quella dei Battriani e dei Parti: "Il Figlio del Cielo, sentendo tutto ciò, così ragionava: Il Fergana (Dayuan) e i possedimenti della Battria e della Partia sono vasti Paesi, pieni di cose rare, con una popolazione che vive in fisse dimore e che si dedica a occupazioni alquanto simili a quelle del popolo cinese, ma con eserciti deboli e che dà gran valore alla ricca produzione della Cina" (Libro degli ultimi Han).
Le attività agricole del Dayuan riportate da Zhang Qian includono la coltivazione del grano e della vite per produrre vino.  L'area del Fergana fu così il teatro delle principali interazioni tra una cultura urbanizzata che parlava un idioma indoeuropeo e la civiltà cinese, cosa che consentì l'apertura della Via della seta dal I secolo a.C. in poi.

### Governo battriano

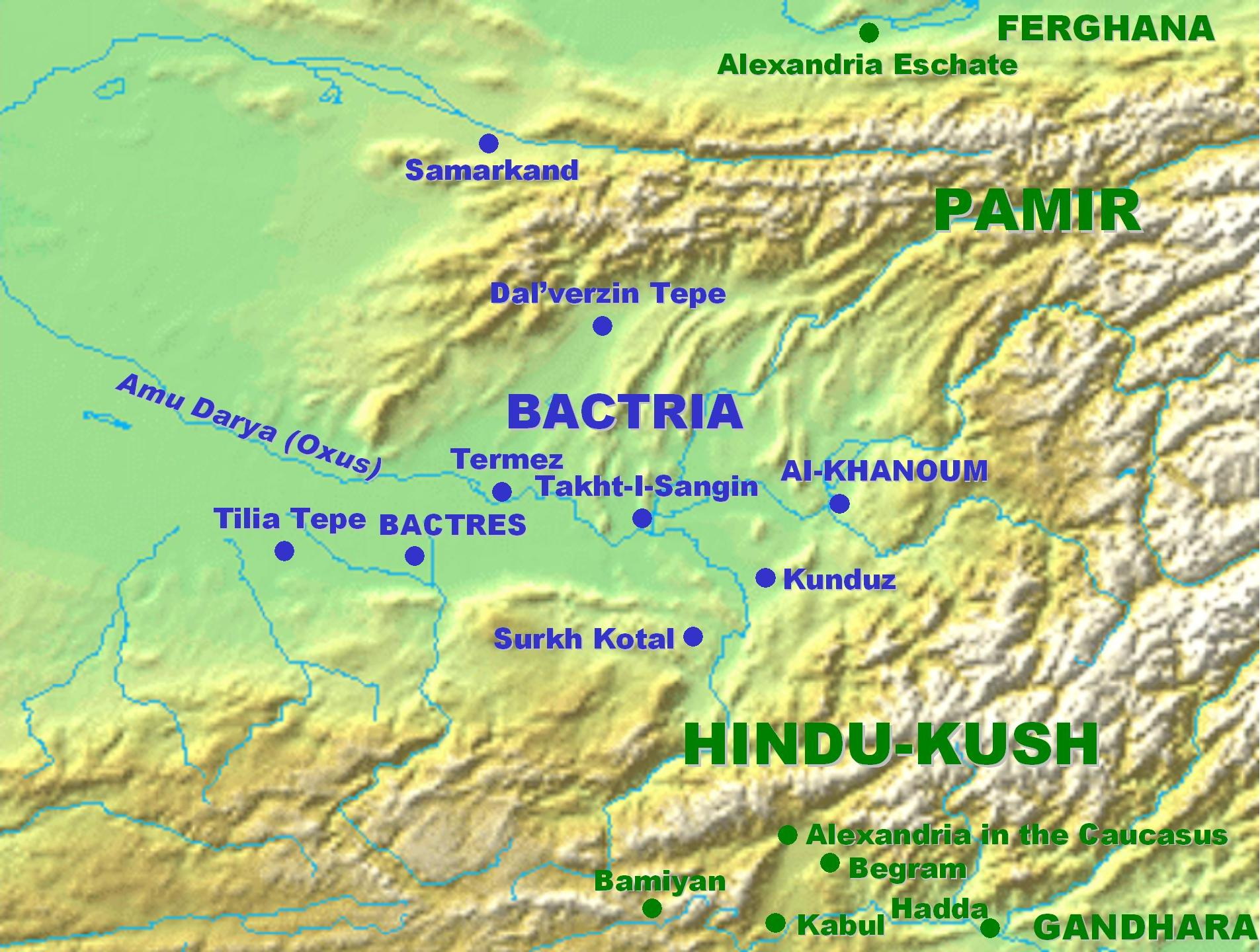
Antiche città della Battriana. Il Fergana, in alto a destra, costituiva una periferia di città e Stati meno potenti.

Il Fergana, lungo il tragitto verso il Bacino del Tarim cinese da ovest, rimase ai limiti di un certo numero di imperi in epoca classica. L'Impero Kusana (o Kushan), fu formato dagli stessi Yuezhi che avevano conquistato il Fergana ellenistico. I Kushan si originarono nel I secolo dalla confederazione Yuezhi nei territori dell'antica Battriana su entrambe le sponde del corso medio dell'Oxus (o Amu Darya), in ciò che attualmente è l'Afghanistan settentrionale, nel Tagikistan meridionale e nell'Uzbekistan. I Kushan conquistarono gran parte di quella che attualmente è l'India settentrionale e il Pakistan, spingendosi a est attraverso il Fergana nel bacino del Tarim, contro i Cinesi. Il potere kushan consolidò anche il commercio su lunga distanza, collegando l'Asia centrale alla dinastia Han cinese e all'Impero bizantino in Europa.  I Kushan governarono l'area come porzione del loro più vasto impero fino al III secolo, quando l'Impero sasanide persiano zoroastriano invase il territorio Kushan da SO. Il Fergana in seguito restò sotto diversi governi locali e di Transoxiana. Per diversi periodi, nel IV e V secolo, l'Impero sasanide controllò direttamente la Transoxiana e il Fergana, grazie alle conquiste di Shapur II e Khosrau I contro i Kushan e l'Impero eftalita. Il dominio sasanide del Fergana fu interrotto dagli Eftaliti e finì coi Göktürk a metà del VI secolo. I Gokturk lo ressero fino al primo quarto dell'VIII secolo, salvo una parentesi cinese tra il 659 e il 681.

### Influenza islamica
Durante l'VIII secolo, il Fergana fu al centro di una indomita rivalità tra la dinastia Tang cinese e gli arabo-musulmani in fase di vertiginosa espansione, che produsse infine la Battaglia del Talas nel 751, che marcò la netta vittoria dell'Islam e il disimpegno della Cina dall'Asia centrale. Due precedenti battaglia, nel 715 e nel 717, avevano visto il prevalere cinese sulle forze arabe.  Una serie di governanti arabi, persiani e infine turchi musulmani, regnò allora sul Fergana.

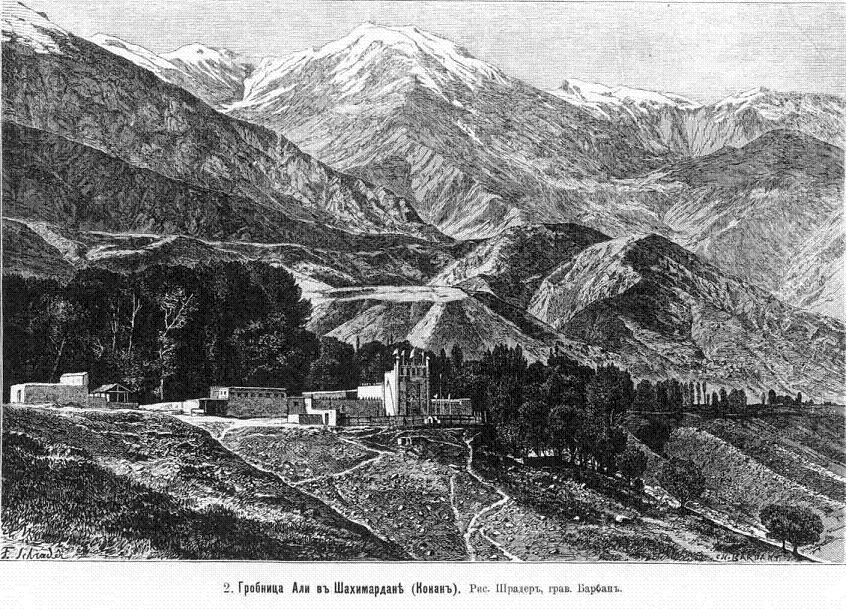
La tomba di 'Ali a Shakhimardan.

### Governo samanide, karakhanide e corasmio
L'Impero samanide, sorto dall'inizio dello sfaldamento politico-istituzionale del califfato abbaside, si spinse da ovest in ciò che sarà poi chiamato Grande Khorasan, inclusa la Transoxiana e la Valle del Ferghana. Nell'819, Ahmad ibn Asad — figlio di Asad ibn Saman — si vide assicurata la signoria sulla città di Fergana dal Wālī del Grande Khorasan del Califfo abbaside al-Maʾmūn, Ghassān ibn ʿAbbād, come ricompensa per il suo aiuto fornito contro il ribelle Rafi' ibn Layth (nipote di Naṣr b. Sayyār). A seguito della morte di suo fratello Nūḥ, che aveva retto Samarcanda, Aḥmad e l'altro fratello Yaḥyā ottennero il governo della città da ʿAbd Allāh, Governatore del Khorasan. Dall'epoca della morte di Aḥmad nell'864 o 865, egli fu il signore di gran parte della Transoxiana, di Bukhara e del Khwārazm. Samarcanda e il Fergana andarono a suo figlio, Nasr I, primo di una serie di governanti samanidi della Valle.
. Durante l'eclissi del potere samanide nel X secolo, La Valle di Fergana fu conquistata dai Karakhanidi. La parte orientale del Fergana più tardi cadde sotto il potere del Canato dei Kara-Khitan. Il potere karakhanide durò fino al 1212, quando i Khwārezmshāh conquistarono la parte occidentale di essa.

### Governo mongolo-turco

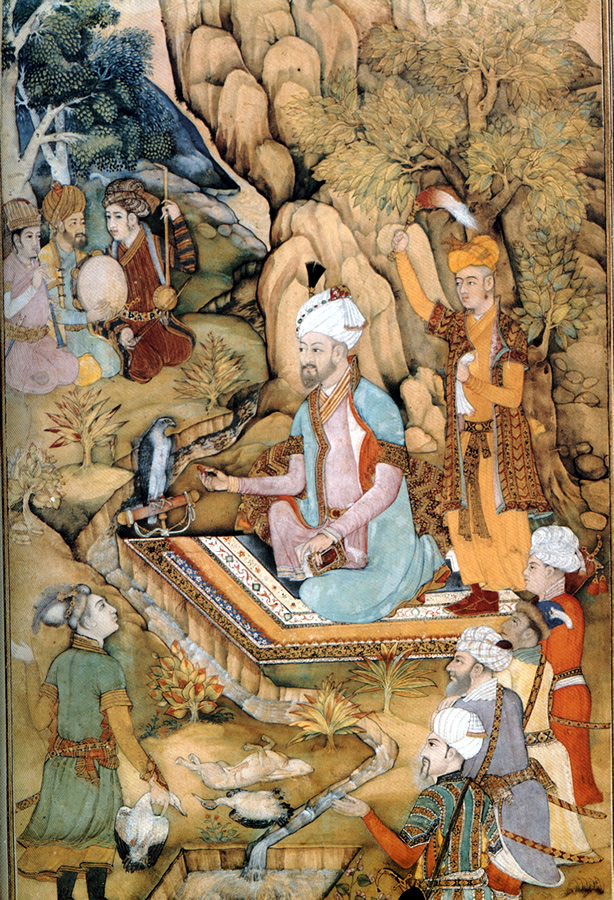
Un ritratto di Babur, il fondatore turco-mongolo della dinastia Mughal, che era nativo di Andijan, nella Valle di Fergana.

Il Gran Khan mongolo Gengis Khan invase la Transoxiana e il Fergana nel 1219, durante la sua conquista del Khwārazm. Prima della sua morte nel 1227, egli assegnò le terre dell'Asia centro-occidentale al suo secondogenito Chagatai Khan, e questa regione divenne nota pertanto come Khanato Chagataide. Ma non durò a lungo il dominio turco della Transoxiana, come d'altronde gran parte dei feudi centrasiatici nati al seguito del passaggio dell'Orda d'Oro mongola. Il Fergana entrò a far parte del più vasto impero turco-mongolo. Questa confederazione nomade mongola, nota come Barlas, era costituita da ciò che rimaneva dell'originario esercito mongolo di Gengis Khan. Dopo la conquista mongola dell'Asia centrale, i Barlas s'insediarono in Turkestan (che poi divenne anche noto come Moghulistan - "Terra dei Mongoli") e si mescolarono in misura considerevole con le locali popolazioni turche e con quelle di lingua turca, cosicché, al tempo del regno di Tamerlano, i Barlas erano diventati completamente turchizzati per lingua e costumi. Per di più, adottando l'Islam, i Turchi d'Asia centrale e i Mongoli adottarono anche la cultura persiana che aveva dominato l'Asia centrale fin dai primi giorni dell'influenza islamica. La letteratura persiana fu strumentale all'assimilazione dell'élite timuride alla cultura cortese perso-islamica.
Erede di una di questa confederazioni, Timur, fondatore della dinastia Timuride, aggiunse la Valle al suo impero da poco edificato alla fine del XIV secolo, governando quell'area da Samarcanda.
Collocata lungo il tratto settentrionale della Via della seta, il Fergana svolse un ruolo significativo nella fioritura dell'Islam medievale centrasiatico.  I suoi più famosi figli sono Babur, erede di Tamerlano e noto conquistatore e fondatore della dinastia Mughal in Asia meridionale, al-Farghanī (in persiano الفرغاني‎; al-Andijānī (in persiano الأندجاني‎; al-Namangānī (in persiano النمنگاني‎); al-Khōjandī (in persiano الخوجندي‎ che diffusero la cultura islamica scientifica e non in parti che attualmente fanno parte della Russia, della Cina e dell'Asia meridionale.
La Valle del Fergana fu retta da una serie di Stati islamici in periodo medievale, originando un microfeudalesimo che ebbe tra i suoi attori protagonisti di maggior rilievo gli Shaybanidi del Khanato di Bukhara nel XVI secolo, sostituiti dalla dinastia janide (o ashtarkhanide) di Bukhara nel 1599.

Nel 1709 l'Emiro shaybanide Shahrukh del Minglar Uzbeki dichiarò l'indipendenza della Valle dal Khanato di Bukhara, istituendo uno Stato nella parte orientale della Valle di Fergana. Edificò una cittadella destinata a diventare la sua capitale nella piccola città di Kokand.

## Storia moderna
Fino al XVIII secolo, sotto i Khan di Kokand, la valle costituiva il nucleo di un khanato indipendente. Successivamente alla conquista della Russia nel XIX secolo il Fergana fu ridotta a semplice provincia dell'Impero che comprendeva anche larghe aree del Pamir.
Fino al quel momento, però, la Valle aveva costituito un'unica entità politico-geografica. Questa unità fu persa negli anni venti e trenta del XX secolo quando i sovietici la divisero fra tre differenti repubbliche: quella uzbeka, chirghisa e tagika).
Questa separazione si è perpetuata fino ad oggi con la valle divisa tra Uzbekistan, Tagikistan e Kirghizistan. A causa di questa divisione la valle è contesa tra i 3 stati e ognuno di questi rivendica l'intera valle sotto il suo controllo. Nel 2010 alla frontiera tra Uzbekistan e Kirghizistan ci sono stati violenti scontri sulla rivendicazione del territorio,  ai primi di gennaio una folla di circa 1000 uzbeki ha tentato di abbattere alcuni pali della luce ritenendo che siano stati costruiti dai kirghizi in territorio uzbeko. Dopo alcuni scontri in cui un ufficiale dell'esercito kirghizo rimane ferito gli assalitori abbattono decine di pali nella zona e irrompono in un vicino villaggio kirghizo prendendo con loro circa 40 ostaggi. Da parte kirghiza la reazione è immediata e alcuni abitanti dell’enclave uzbeka (ma etnicamente tagika) di Sokh vengono fatti a loro volta ostaggi; la vicenda si conclude il giorno successivo con uno scambio di prigionieri.

## Popolazione della Valle di Fergana, incluse le città e suddivisa per Stato
| Paese        | Regione      | Capitale  | Area (km²) | Pop.       |
| ------------ | ------------ | --------- | ---------- | ---------- |
| Kirghizistan | Batken       | Batken    | 17 000     | 400 000    |
|              | Žalalabad    | Žalalabad | 33 700     | 962 000    |
|              | Oš (città)   | Oš        | n/a        | 220 000    |
|              | Oš (regione) | Oš        | 29 200     | 1 300 000  |
| Tagikistan   | Suǧd         | Chujand   | 25 400     | 2 100 000  |
| Uzbekistan   | Andijan      | Andijan   | 4 200      | 1 900 000  |
|              | Fergana      | Fergana   | 6 800      | 2 600 000  |
|              | Namangan     | Namangan  | 7 900      | 1,860 000  |
| Totale       |              |           | 124 200    | 11,342 000 |